# Buccaneers de Tampa Bay
Pour les articles homonymes, voir Buccaneer.
Stade
Maillots
Super Bowl XXXVII - LV
Les Buccaneers de Tampa Bay (Tampa Bay Buccaneers en anglais) sont une franchise de football américain professionnel basée à Tampa, en Floride. Les Buccaneers participent actuellement à la National Football League (NFL) comme membre de la division Sud de la National Football Conference (NFC).
Avec les Seahawks de Seattle, l'équipe a rejoint la NFL en 1976 comme équipe d'expansion. Les Bucs disputent leur première saison en division West de l’American Football Conference (AFC) dans le cadre du plan d’expansion 1976 de la NFL. En fonction de ce plan, chaque nouvelle franchise rencontre toutes les autres franchises au cours des deux premières années. Après cette saison initiale, la franchise change de conférence comme les Seahawks. Elle devient membre de la division NFC Central. Lors du réalignement de la ligue en 2002, les Bucs rejoignent trois anciennes équipes de NFC West pour former la NFC South.
Le club appartient actuellement à la famille Glazer et joue à domicile au stade Raymond James de Tampa.
Les Buccaneers seront la première équipe d'expansion après la fusion à remporter un titre de division, mais aussi à gagner un match de phase éliminatoire et à accueillir et jouer une finale de conférence, ces trois événements étant réalisés lors de la saison 1979.
Ils seront également la première équipe depuis la fusion à terminer une saison en positif (celle de 2010) après avoir joué avec au moins 10 débutants (rookie).
En 1976 et 1977, les Buccaneers perdent leurs 26 premiers matchs. Ils ne remportent leur première victoire en NFL que lors de la 13e semaine de la saison 1977 comportant 14 journées.
Après une brève période gagnante à la fin des années 1970 et au début des années 1980, l'équipe a terminé 14 saisons consécutives en négatif. Puis, pendant une période de 10 ans, ils ont été des prétendants à la phase éliminatoire.
Ils remportent pendant cette période le Super Bowl XXXVII en fin de saison 2002. Il faudra attendre près de 20 ans et l'arrivée du quarterback superstar Tom Brady, pourtant âgé de 43 ans, pour que les Buccaneers atteignent à nouveau la finale à l'occasion du Super Bowl LV joué le 7 février 2021. Ils deviennent également à cette occasion la première franchise NFL à disputer mais aussi à remporter le Super Bowl dans leur propre stade.

## Historique

### Origines
L'expansion de la National Football League à vingt-huit équipes faisait partie des accords de la fusion AFL / NFL de 1970. Les tentatives pour y arriver n'ont débuté qu'après la saison 1973 lorsqu'il a été annoncé que Tampa serait la première ville à obtenir une franchise pour un coût de 1,6 million de dollars.
À l'origine, la franchise de Tampa Bay a été attribuée à Tom McCloskey (en), propriétaire d'une entreprise de construction de Philadelphie. Mais il est rapidement devenu insatisfait de l'accord financier conclu avec la NFL et s'est retiré de l'affaire un mois plus tard avant que l'équipe ne commence à jouer. Finalement c'est Hugh Culverhouse, un riche fiscaliste de Jacksonville, qui a reçu la franchise de Tampa.
Un concours a eu lieu pour trouver le nom de l’équipe et c'est le nom de « Buccaneers » (surnommé les « Bucs ») qui a été choisi. Cette dénomination fait une référence aux pirates qui fréquentaient le golfe du Mexique au XVIIe siècle. Le premier stade de l'équipe était le Tampa Stadium qui venait d'être agrandi et qui pouvait accueillir un peu plus de 72 000 spectateurs.

### John McKay et les premières frustrations (1976-1978)
En 1976, Les Buccaneers rejoignent la NFL comme membres de l’AFC West. L’année suivante, ils sont transférés dans la NFC Central en échange des Seahawks de Seattle qui rejoignent l’AFC West. Ce réalignement est dicté par la Ligue dans le cadre du plan d’expansion de 1976, de sorte que les deux équipes puissent jouer deux fois entre-elles et qu'elles puissent rencontrer les autres franchises de la NFL au cours de leurs deux premières saisons. Au lieu du calendrier traditionnel qui consiste à affronter deux fois chaque adversaire de division, les Buccaneers ont joué une fois contre chaque équipe de conférence et contre les Seahawks.
Tampa Bay n'a remporté son premier match qu'en 13e semaine de sa deuxième saison sur le score de 0 à 26 (même s'ils avaient battu les Falcons d'Atlanta 17 à 3 en 1976, lors de l'avant saison). Les Bucs de 1976 étaient la pire équipe de l'histoire de la NFL. Leur série de défaites ont fait l’objet de blagues. Leur première victoire a eu lieu en décembre 1977, contre les Saints de La Nouvelle-Orléans. L'entraîneur principal des Saints, Hank Stram (en), fut renvoyé après avoir perdu contre les Buccaneers. Tampa Bay remporte sa deuxième victoire face aux Cardinals de St. Louis en finale de la saison 1977. Les Cardinals ont également renvoyé leur entraîneur, Don Coryell (en), peu après cette défaite. L’équipe a continué de s’améliorer en 1978, même si les nombreux joueurs-clés blessés ont empêché l’équipe d’atteindre le record en victoire promis par leur entraîneur principal John McKay (en).

### Brève période de réussite (1979-1982)
La situation des Bucs s’améliore rapidement au cours de la saison 1979. Avec le quarterback Doug Williams arrivant à maturité, le tight end Jimmie Giles qui sera nommé all-pro à quatre reprises, mais aussi avec les 1000 premiers yards gagnés à la course par le running back Ricky Bell et une défensive étouffante désignée meilleure de la ligue emmenée par le futur membre du Hall of Fame, Lee Roy Selmon, les Bucs débutent la saison par cinq victoires consécutives, une performance qui leur vaut la couverture de Sports Illustrated.
Avec encore quatre matchs à jouer dans la saison, les Bucs n’ont plus qu’à gagner l’un d’eux pour pouvoir jouer la phase éliminatoire. Ils y parviennent lors de leur dernier match à domicile contre les Chiefs de Kansas City. Avec un bilan final de 10 à 6, les Bucs obtiennent une première saison positive dans l’histoire de la franchise. Ils remportent aussi le titre de la division central à égalité avec les Bears de Chicago. Contre toute attente, Les Bucs battent ensuite les Eagles de Philadelphie 24 à 17 en phase éliminatoire. Comme les Rams de Los Angeles ont battu les Cowboys de Dallas dans l'autre match de wild card de la NFC, les Bucs les reçoivent lors de la finale de conférence NFC la semaine suivante à Tampa. Les Bucs perdent contre les Rams sur le score de 9 à 0 à cause d'une défense en béton des Rams.
La malchance frappe à nouveau l'équipe en 1980 qui termine la saison avec cinq victoires, dix défaites et un match nul.
La saison 1981 est marquée par un dernier match palpitant à Détroit, le gagnant remportant le titre de la division centrale et le perdant manquant les playoffs. Les Lions n'avaient pas perdu à domicile durant toute la saison. Bien que les Bucs aient été menés tôt dans le match, un touchdown de 84 yards à la suite d'une passe de QB Williams vers WR Kevin House et un fumble recouvert de David Logan (en) avec un touchdown, vont donner la victoire aux Bucs. Les Cowboys de Dallas vont ensuite battre largement les Bucs 38 à 0 lors du match éliminatoire de division.
Au début de la saison 1982, les Bucs remportent cinq de leurs six matchs. Finalement, après une autre série de matchs équilibrés (5-4), ils se qualifient pour la phase éliminatoire. Au premier tour, les Bucs ont à nouveau confrontés aux Cowboys à Dallas. Bien que dominant jusqu'à la mi-temps, les Bucs perdent 30 à 17.
Les Bucs ne reviendront plus en phase éliminatoire et ne connaîtront plus d'autre saison positive avec le propriétaire Hugh Culverhouse (en).

### La pire équipe de la franchise (1983-1996)
À la fin de la saison, Doug Williams réclame une augmentation de salaire soit 875 000 $ par saison. En réponse à sa requête, le propriétaire de la franchise, Hugh Culverhouse (en) lui propose 1,2 million de dollars sur trois ans ou 2,3 millions sur cinq ans avec une prime annuelle de 100 000 $. n'ayant pas obtenu ce qu'il réclamait, Williams rejoint l'USFL où il joue deux saisons pour les Outlaws de l'Oklahoma. Sans Williams, les Bucs enchaînent les défaites. Ils perdent les neuf premiers matchs de la saison suivante ce qui les empêche de se qualifier pour la phase finale. Ils terminent avec un bilan de saison de deux victoires pour quatorze défaites, le pire de ses douze dernières saisons NFL.
Selmon, le premier choix du draft des Bucs en 1976 est le premier joueur de Tampa Bay à être intronisé membre du Pro Football Hall of Fame. Les Bucs ont souvent effectué de mauvais choix effectués lors des drafts de la NFL avec entre autres, la sélection par l'équipe du vainqueur du Trophée Heisman, Bo Jackson, comme tout premier choix de la draft 1986 alors qu'il avait déclaré publiquement qu'il ne jouerait jamais un seul down pour Hugh Culverhouse à Tampa Bay. Fidèle à sa parole, il choisira de jouer au baseball pour les Royals de Kansas City et ne reviendra au football américain que plus tard et pour quelques saisons (1987-1990) chez les Raiders de Los Angeles. La franchise a également souvent échangé ou cédé des joueurs de qualité qui par la suite connaîtront le succès avec d'autres équipes. Lors de la draft 1977, les Bucs avaient préféré choisir comme choix no 1, Ricky Bell lequel avait joué pour McKay à USC plutôt que Tony Dorsett, futur running back membre du Hall of Fame. Mais les exemples les plus notables sont au niveau des quarterbacks: comme pour QB Doug Williams lequel remportera le Super Bowl avec les Redskins, deux autres ex-quarterbacks des Bucs remporteront un Super Bowl, Steve Young (vainqueur des Super Bowl XXIII, Super Bowl XXIV, Super Bowl XXIX, MVP du Super Bowl XXIX et membre du Hall of Fame) avec les 49ers de San Francisco (cédé après que les Bucs aient choisi le vainqueur du Trophée Heisman Vinny Testaverde en 1er choix global de la draft 1987 de la NFL) et Trent Dilfer le Super Bowl XXXV avec les Ravens de Baltimore (choisi en 6e choix global par les Bucs et cédé aux Ravens comme agent libre en 2000).
Peu importe l'entraîneur, les défaites vont continuer. Après que McKay eut démissionné à la fin de la saison 1984, Leeman Bennett (qui avait entraîné les Falcons d'Atlanta les amenant jusqu'en phase éliminatoire) est embauché. Après deux saisons désastreuses (2-14), il est remplacé par Ray Perkins (en), ancien entraîneur principal des Giants de New York et de l’université de l'Alabama. Perkins ramène la discipline nécessaire avec un triple entraînement journalier mais l’équipe était tellement épuisée le jour de match que les défaites vont continuer à s’accumuler. Perkins est licencié avant la fin de la saison 1990. Le coordonnateur offensif Richard Williamson (en) est promu au poste d’entraîneur principal et, après son bref succès lors des derniers matchs, est conservé à ce poste l'année suivante. Cependant, l’élan ne dure pas, il est remercié après la saison 1991 après un bilan de saison à 3-13.
La franchise recrute un nouvel entraîneur, Sam Wyche lequel avait réussi à amener les Bengals de Cincinnati au Super Bowl XXIII. Cependant, même si au cours de son mandat, les Bucs ne gagnent rien, il aura néanmoins eu le mérite d'avoir recruté trois joueurs clés qui deviendront des joueurs clé en défense : Warren Sapp, Derrick Brooks et John Lynch.

### L'ère de Tony Dungy (1996-2001)
En 1996, le nouvel entraîneur principal est Tony Dungy. Au cours des 8 premières semaines de sa première saison l’équipe avait de mauvais résultat : 0 victoire pour 5 défaites. Néanmoins ils finissent avec un bilan de 6 victoires contre 10 défaites. Son système défensif, la Cover 2 (en), perfectionné par le coordinateur défensif Monte Kiffin (en) sera à la base des futurs succès de Tampa Bay. Leur version de Cover 2 va connaitre un tel succès qu'elle sera connue sous le nom de Tampa 2.
En 1997, les Bucs débutent par cinq victoires consécutives ce qui leur permet de faire à deux reprises la couverture de Sports Illustrated,. Ils affichent en fin de saison un bilan de 10-6, une première saison gagnante et une première participation en phase éliminatoire (tour de wild card) depuis 1982. Lors du dernier match à domicile des Bucs au Houlihan's Stadium (anciennement Tampa Stadium), l’équipe bat les Lions de Détroit 20 à 10. Ils s'inclinent à Lambeau Field face au futur champions, les Packers de Green Bay 21 à 7.
La saison 1998 est la première saison à avoir été disputée dans le tout nouveau stade Raymond James Stadium. Les Bucs perdent plusieurs matchs et terminent avec un bilan décevant de 8–8.
La saison 1999 est plus positive. Les Bucs emmenés par le nouveau QB Shaun King (en) terminent la saison avec un bilan de 11-5, remportant leur 3e titre de la Division Centrale de la NFC. Ils battent Washington 14 à 13 en phase éliminatoire avant de perdre face au futurs champions les Rams de St. Louis 11 à 6. La défaite des Bucs suscite la controverse marquée par une passe incomplète de King vers son WR Bert Emanuel (en) mais qui à l'époque met fin aux chances des Bucs de revenir au score dans les dernières minutes de jeu. Lors des réunions de la Ligue qui ont suivi la saison, la NFL modifie son règlement et adopte la règle relative à la passe incomplète connue sous le nom de la "Bert Emanuel Rule".
Les Bucs après des saisons réussies en 2000 et 2001 disputent la phase éliminatoire deux années de suite mais sans accéder au Super Bowl.

### L'ère de Jon Gruden (2002-2008)
Dungy est remercié par les Buccaneers à la suite d'une défaite contre les Eagles de Philadelphie (31-9) en match en wild card de 2001. Il est ensuite engagé comme entraîneur principal des Colts d'Indianapolis. Plusieurs candidats potentiels sont proposés, dont Steve Spurrier (en) entraîneur principal de l'université de Floride (ex-quarterback des Buccaneers), Bill Parcells, ancien entraîneur principal des Giants de New York, et Marvin Lewis, coordonnateur défensif des Ravens de Baltimore. Spurrier s'engage directement avec les Redskins ayant obtenu un salaire jamais proposé à un entraîneur principal de NFL. Parcells était prêt à accepter l’offre des Bucs mais Rich McKay, directeur général des Bucs, lui préférait Lewis. Les Frères Glazer décident alors de prendre la direction des opérations et jettent leur dévolu sur Jon Gruden. Celui est cependant toujours sous contrat avec les Raiders d'Oakland. Les Glazers s'entretiennent alors avec Steve Mariucci (en), entraîneur principal des 49ers de San Francisco mais sans succès. Ils rediscutent alors avec Al Davis, propriétaire des Raiders et finalement ce dernier accepte de libérer sous conditions Gruden lequel est engagé par Tampa Bay.
Gruden quitte les Raiders le 20 février 2002 pour rejoindre les Buccaneers contre deux choix de premier tour lors des draft 2002 et 2003 plus deux choix de deuxième tour en 2002 et 2004 et une somme de huit millions de dollars. Gruden, frustré par les limites imposées par Davis est plus que ravi de revenir à Tampa Bay. Ses parents vivaient à Carrolwood (en) et il avait passé une partie de son enfance à Tampa au début des années 1980.
Dès son arrivée à Tampa, Gruden se met immédiatement au travail, réorganisant l'équipe offensive en embauchant Keenan McCardell (en), wide receiver des Jaguars et Michael Pittman, running back des Cardinals. À la suite des réajustements des Ligues, les Bucs sont envoyés dans la nouvelle division sud de la NFC, avec les Falcons d’Atlanta, les Panthers de la Caroline et les Saints de La Nouvelle-Orléans.
La campagne de 2002 est la saison la plus réussie des Buccaneers. Le linebacker Derrick Brooks est nommé joueur défensif NFL de l'année. Ils remportent la première place de la division NFC sud avec le meilleur bilan (12–4). Ils inscrivent plus de points lors de leurs deux victoires en phase éliminatoire (contre les 49ers et les Eagles) que lors de l'ensemble des autres matchs de playoffs déjà joués. Les Eagles de Philadelphie étaient la bête noire de l’équipe de Tampa Bay car elle les avait éliminé lors de leurs deux derniers matchs de wild card. Cette fois, les Bucs prennent une avance de dix points au quatrième quart qu'ils vont réussir à préserver. Ronde Barber conclut la victoire de manière spectaculaire en inscrivant un touchdown à la suite d'une interception. Les Bucs gagnent 27 à 10 et se qualifient pour le Super Bowl XXXVII. Ils y retrouvent les Raiders (ancienne équipe de Gruden) qu'ils battent par le score de 48-21.
Au cours de la saison 2003, Keyshawn Johnson est écarté de l'équipe pour toute la saison à cause d'une mauvaise conduite. Johnson est finalement échangé aux Cowboys de Dallas contre le wide receiver Joey Galloway. Celui-ci après la saison 2008 jouera respectivement chez les Patriots de la Nouvelle-Angleterre, les Steelers de Pittsburgh et les Redskins de Washington.
En décembre, les Glazers autorisent McKay à quitter les Bucs avant la fin de la saison régulière pour qu'il puisse rejoindre Falcons comme président et directeur général. Les Falcons battent les Bucs 30 à 28 qui connaissent un début de saison difficile. Ils terminent la saison avec un bilan de 7–9. Les Raiders ayant terminé 4–12, aucune des équipes du Super Bowl précédent ne se qualifiera pour la phase éliminatoire cette année-là.
En 2004, Bruce Allen (en) est embauché comme directeur général. Après l’arrivée d’Allen, John Lynch et Warren Sapp doivent quitter les Bucs. Ils débutent la saison 2004 avec un bilan provisoire de 1-5, leur plus mauvais départ sous Gruden. Le manque de précision du botteur Martín Gramática (en) ne les a pas aidé, l’équipe ayant perdu beaucoup de matchs par des scores serrés finissant la saison avec un bilan négatif de 5-11.
Au cours de la saison 2005, les Buccaneers célèbrent leur 30e saison dans la ligue et retrouvent le chemin de la victoire. Les Bucs ont choisi Carnell "Cadillac" Williams (en) au premier tour du draft de 2005 et la recrue va procurer un jeu de course que les Buccaneers n'avaient plus connu depuis l'époque de James Wilder (en) dans les années 1980. Williams reçoit le titre de recrue NFL de l'année. Après avoir débuté avec de nombreuses victoires (5-1), l’équipe connait des difficultés à la mi-saison à cause d'une blessure du quarterback Brian Griese lequel est remplacé par Chris Simms. Les Bucs remportent néanmoins la division NFC sud et terminent la saison avec un bilan de 11-5. Ils connaissent néanmoins la défaite (10 à 17) en phase éliminatoire (wild card) contre Washington.
Après avoir remporté leur division en 2005, les Bucs connaissent une saison 2006 catastrophique. La saison est marquée par de nombreux joueurs blessés, avec notamment le guard Dan Buenning (en), le wide receiver Michael Clayton, le defensive end Simeon Rice, le cornerback Brian Kelly (en) et le quarterback Chris Simms (en). La saison a également vu l'apparition de beaucoup de nouvelles recrues, comme le quarterback Bruce Gradkowski, le tackle Jeremy Trueblood (en) et le guard Davin Joseph (en).
Les Bucs perdent leurs 3 premiers matchs sur 7 interceptions, Chris Simms (en) ne réussissant qu'un seul touchdown. Dans le troisième match de la saison contre les Panthers, Simms se blesse à la rate. Il est placé sur la liste des blessés pour le reste de la saison. Après leur semaine de repos, les Bucs décident de faire jouer Gradkowski, leur 6e choix de draft. Après avoir presque battu les Saints, Gradkowski gagne face aux Bengals et Eagles. Cependant, le succès est de courte durée et les Bucs perdent cinq des six prochains matchs. Tim Rattay remplace Gradkowski au poste de quarterback en fin de saison et l’équipe termine avec 4 victoires et 12 défaites.
Après la saison 2006, les Buccaneers ont pour la première fois depuis plusieurs années investi dans la free agency. Ils engagent le quarterback Jeff Garcia, l'offensive tackle Luke Petitgout, le defensive end Kevin Carter (en) et le linebacker Cato June. Le 28 avril 2007, les Buccaneers choisissent au 4e round de la draft, le defensive end Gaines Adams. Après la draft, les Buccaneers récupèrent le tight end Jerramy Stevens et le defensive takle Ryan Sims (en).
Les changements apportés permettent aux Buccaneers de remporter le titre de la NFC Sud lors de la saison 2007, terminant 4e de la conférence avec un bilan final de 9-7. Il s'agit du deuxième titre de division en trois saisons de l'ère Gruden. Malheureusement, en phase éliminatoire (wild card) le 6 janvier 2008, les Buccaneers s'inclinent 14 à 24 face aux Giants de New York.
Au cours de la hors-saison 2008, les Bucs prolongent jusqu'à la saison 2011 le contrat de Gruden ainsi que celui du directeur général Allen. Ils engagent également des joueurs Warrick Dunn lequel avait passé les six dernières saisons chez les Falcons d’Atlanta et Brian Griese quarterback des Bucs en 2005. Chris Simms (en) est finalement remercié n’ayant joué aucun match depuis sa blessure de 2006. Les Bucs prennent un bon départ en 2008 pour finir avec un bilan provisoire de 9–3, à égalité en tête de la division et en course pour la première place de la conférence. Le 2 décembre, la franchise annonce que le coordinateur défensif Monte Kiffin (en) quitterait l’équipe après la fin de la saison pour rejoindre l’université du Tennessee sous les ordres de son fils Lane Kiffin (en) lequel venait d'y être nommé entraîneur principal. Après cette annonce, les Buccaneers perdent leurs quatre derniers matchs de la saison et finissent avec un bilan de 9-7 pour la deuxième saison consécutive. Contrairement à 2007, cela n'est pas suffisant pour remporter le titre de division ni de jouer en playoff.

### L'ère de Raheem Morris (2009-2011)
Raheem Morris est nommé remplaçant de Monte Kiffin (en) en décembre 2008 à Tennessee. Un mois plus tard, après la saison 2008, les Buccaneers remercient Jon Gruden qu'ils remplacent par Morris. Bruce Allen (en) est également renvoyé et est remplacé par Mark Dominik (en) comme directeur général. Plusieurs vétérans sont remerciés dont Derrick Brooks, wide-receivers Joey Galloway et Ike Hilliard (en), running back Warrick Dunn et linebacker Cato June. Les nouvelles recrues sont le tight end Kellen Winslow II, quarterback Byron Leftwich et Josh Freeman sélectionné au 17e round de la draft.
La saison de 2009 débute avec 7 défaites. Après la semaine de repos, l’équipe nomme titulaire Freeman au poste de quarterback. Ils terminent avec un bilan de 3-13, le pire bilan depuis 1991.
En 2010, les Buccaneers surprennent et réalisent le plus grand revirement de situation de toute l'histoire de la franchise puisqu'ils réalisent un bilan de 10-6. Ce fut en grande partie grâce aux performances exceptionnelles de Freeman, du nouveau receveur Mike Williams et du running back LeGarrette Blount. Malgré tout, l’équipe rate de peu la phase éliminatoire après avoir perdu le match contre les Lions.
Tampa Bay entame la saison 2011 en ajoutant à son effectif, plusieurs joueurs défensifs clés lors de la draft. Après un bon départ (4–2), les Buccaneers s'effondrent, perdant dix matchs consécutivement pour terminer à 4–12. Le lendemain de la défaite 24 à 45 contre Atlanta lors du dernier match de la saison, l'équipe limoge Morris, le coordonnateur offensif Greg Olson et le reste de son staff.

### L'ère de Greg Schiano (2012-2013)
Les Buccaneers engagent Greg Schiano (en) qui était alors entraîneur principal chez les Rutgers. L'équipe change intégralement d'entraîneurs, avec de nouveaux visages comme Mike Sullivan (en), Bill Sheridan (en), et Butch Davis (en). En 2013, Dave Wannstedt (en) est aussi recruté comme entraîneur de l'équipe spécial. Dès le premier jour de la free agency, le club recrute Vincent Jackson, Carl Nicks (en) et Eric Wright (en). Les 140 millions de dollars engagés dans l’équipe au cours de cette période de 24 heures sont considérés comme le plus gros investissement que la famille Glazer aura consacré à l’équipe depuis près de dix ans.
L'équipe termine la saison 2012 à 7–9, classant sa défense au premier rang de la NFL. Le style de l'entraîneur Schiano est strict et suscite des critiques à la fin du match contre les Giants lorsqu'il ordonne à sa défense de continuer à attaquer agressivement l'attaque adverse alors que le quarterback adverse mettait genou à terre pour mettre fin au match.
À l'approche de la saison 2013, l’équipe rencontre de nombreux problèmes liés notamment aux joueurs Lawrence Tynes, Carl Nicks (en) et Johnthan Banks (en) lesquels avaient contracté la SARM. Tynes s'en remet aux juges et le procès débuté en 2015 se termine en 2017. Au cours d'un entraînement, une dispute a lieu entre Schiano et le quarterback Josh Freeman. Après un mauvais début(3 défaites), Freeman est viré, celui-ci ayant manqué plusieurs réunions d'équipe dont celle consacrée à la photographie annuelle de l'équipe. Schiano le remplace par la nouvelle recrue Mike Glennon mais ils continuent de perdre. Après 8 défaites, l'équipe remporte finalement sa première victoire de la saison contre Miami. Une brève série de victoires est enregistrée avec Glennon au poste de quarterback, puis Bobby Rainey (en) prenant la relève au poste de running back en remplacement de Doug Martin blessé à l’épaule.
L’équipe perd les trois derniers matchs de la saison et termine avec un bilan de 4-12. Le 30 décembre 2013, Schiano et le directeur général Mark Dominik (en) sont licenciés.

### L'ère de Lovie Smith et de Jason Licht (2014-2015)
Le 1er janvier 2014, Lovie Smith est embauché comme nouvel entraîneur principal des Buccaneers en remplacement de Greg Schiano (en). Smith avait précédemment passé 5 saisons avec les Buccaneers de 1996 à 2001, comme entraîneur des linebackers sous Tony Dungy. Au cours de sa première conférence de presse avec les Bucs, Smith parle de la restauration de la qualité de l’équipe de la fin des années 1990 : « Vous attendiez de nous une habitude [dans nos matchs] de football », a déclaré Smith. « Vous savez que nous serions implacables. Nous avions une force [dans nos matchs] de football chaque semaine au stade Raymond James. Il était difficile pour les adversaires de venir et d'y gagner. Nous nous sommes un peu éloignés de ça, et il est temps... que nous redevenions une équipe pertinente. ».
Le 21 janvier 2014, Jason Licht (en) est embauché comme nouveau directeur général en remplaçant Mark Dominik (en). Il est officiellement présenté le 23 janvier 2014. Lors de sa première conférence de presse, Licht explique : « Notre philosophie est de construire à travers la draft. C'est là que nous trouvons nos stars, la génération suivante, mais aussi à court terme et à long terme, nous allons compléter notre liste par la free agency, mais nous allons y rechercher de la valeur. Nous allons dépenser judicieusement. »
Ainsi ils recrutent en free agency le vétéran Josh McCown et de nombreux autres joueurs pour la saison 2014. La saison débute avec 3 défaites dont une importante dans les chiffres (14–56) contre les Falcons d’Atlanta. McCown se blesse dans ce match. La première victoire des Bucs a lieu contre les Steelers (27 à 24). Cependant, les Bucs perdent les 4 matchs suivants, dont deux en prolongation (contre les Saints de La Nouvelle-Orléans et les Vikings du Minnesota), une lourde défaite (contre les Ravens de Baltimore) et une défaite de 5 points (contre les Browns de Cleveland). Dans la 10e semaine (bilan de 1-8), McCown revient comme titulaire. Mathématiquement, les Bucs sont toujours en lice pour la phase éliminatoire à seulement 3 matchs de la première place de la division. Cependant, le premier match de McCown se solde par une défaite (17-27) contre les Falcons, mais s'impose la semaine suivante 27 à 7 contre Washington. Les Bucs perdent leur trois prochains matchs et sont officiellement éliminés des playoffs en 14e semaine. Ils terminent la saison avec un bilan de 2-14 mais obtiennent ainsi le premier choix de la draft 2015.
Malgré le score de l'équipe, receveur Mike Evans (7e choix de la draft 2014) totalise plus de 1000 yards à la course et devient le plus jeune joueur de la NFL à totaliser plus de 200 yards dans un seul match. Le WR Vincent Jackson totalise également plus de 1 000 yards en réception. C'est la première fois de l'histoire de la franchise que deux de ses joueurs totalisent des gains de plus de 1000 yards dans la même saison. Pour sa deuxième année, le CB Johnthan Banks (en) réalise 4 interceptions et 50 tacles combinés. Le LB Danny Lansanah (en) s'est brillamment illustré avec 81 tacles combinés, 1,5 sacks et 3 interceptions (dont 2 retournées en touchdowns). Jacquies Smith (en), acquis chez les Buffalo en remplacement du rookie DE Scott Solomon remercié après 1 mois de saison régulière, a totalisé 17 tacles combinés dont 13 tacles en solo, 6,5 sacks et 1 fumble forcé alors qu'il ne fut titulaire que lors de 7 fois matchs.
En décembre 2014, un rapport révèle que les boucaniers de Tampa Bay ont utilisé des sans-abri pour vendre de la bière et ce sans les payer.
Après la fin de la saison 2014, Tampa Bay engage Dirk Koetter (en), ancien coordinateur offensif des Atlanta Falcons, pour être leur nouveau coordonnateur offensif en remplacement de Marcus Arroyo (en).
Ils font également les titres des médias lorsqu'ils libèrent quarterback Josh McCown le 11 février 2015 afin d'économiser 5,25 millions de dollars. Les Buccaneers sélectionnent ensuite au premier choix de la Draft 2015 de la NFL Jameis Winston. Pendant l'inter saison, il y eut beaucoup de débats pour savoir si les Buccaneers devaient choisir Jameis Winston ou quarterback Marcus Mariota. La décision de choisir Winston fut controversée à la suite des accusations répétées de harcèlement sexuel à son encontre.
Le 6 janvier 2016, Smith est licencié par les Buccaneers après avoir enregistré un bilan de 8 victoires pour 24 défaites sur deux saisons.

### L'ère de Dirk Koetter (2016-2018)
Le 15 janvier 2016, Dirk Koetter (en) (coordinateur offensif des Bucs) est promu entraîneur principal en remplacement de Lovie Smith.
Pendant la saison 2016, le club remporte son septième match battant ainsi son total de victoires de 2015. Ils réalisent pour la 2e fois de leur histoire, une série de cinq victoires consécutives (comme en 2002). Les Buccaneers terminent à égalité avec les Lions de Detroit pour la dernière place en phase éliminatoire de la NFC. Ils n'obtiennent cependant pas cette 3e place en raison de leurs résultats respectifs contre des adversaires communs. Ils réalisent cependant leur première saison victorieuse depuis la saison de 2010 puisqu'ils clôturent la saison avec un bilan de 9-7.
Pour la saison 2017, les Buccaneers signent le 9 mars 2017 avec DeSean Jackson (ex wide-receiver des Redskins), le DT Chris Baker (en), le safety J. J. Wilcox (en) (des Cowboys de Dallas et échangé en septembre 2017 aux Steelers de Pittsburgh), Nick Folk (en) ancien kicker des Jets de New York et le quarterback Ryan Fitzpatrick. Après leur défaite contre les Lions de Detroit, ils ne peuvent plus accéder à la phase éliminatoire. Les Bucs terminent la saison avec un bilan de 5-11. C'est leur dixième saison consécutive sans participation aux playoffs. De plus, les Bucs finissent derniers de la NFC South pour la septième fois en neuf saisons.
La saison 2018 débute bien puisque les Bucs gagnent leurs deux premiers matchs pour la première fois depuis la saison 2010 avec au poste de QB, Ryan Fitzpatrick remplaçant Jameis Winston lequel est suspendu pour les trois premiers matchs. Fitzpatrick lance à deux reprises pour plus de 400 yards en inscrivant 4 touchdowns lors des deux premiers matchs joués contre les Saints (futur vainqueur de la NFC Sud) et les Eagles (vainqueur du dernier Super Bowl). Il gagne le troisième match contre les Steelers dépassant à nouveau les 400 yards, inscrivant 3 TDs. Il devient le 1er joueur de l'histoire de la NFL à lancer plus de 400 yards lors de trois matchs consécutifs. Bien que Winston ait purgé ses matchs de suspension, Fitzpatrick reste titulaire en 4e semaine contre les Bears. Cette fois, Fitzpatrick n'a plus le même rendement et il est remplacé après la mi-temps par Winston lequel reprend sa place de titulaire les semaines suivantes. Après six matchs, les Bucs présente une des trois meilleures attaques de la ligue, affichant une moyenne de 27,8 points par match. Cependant, leur défense n'est pas à la hauteur. Après la défaite en 6e semaine contre les Falcons d’Atlanta, le coordinateur défensif Mike Smith est remercié et c'est l'entraîneur des linebackers Mark Duffner (en) qui assure l'intérim. Après une courte victoire contre les Browns en prolongation, Winston se fait intercepter à quatre reprises lors du match contre les Bengals. Depuis son retour de suspension, Winston s'est fait intercepter au moins deux fois lors de chaque match. Pour cette principale raison, Fitzpatrick reprend la place de titulaire en 9e semaine. Fitzpatrick n'est plus aussi convaincant et Winston retrouve la place de titulaire en 12e semaine contre les 49ers. Winston s'améliore et l'équipe remporte deux matchs de suite. Malheureusement ils perdent les quatre derniers matchs et terminent pour la deuxième saison consécutive dernier de leur division (avec un bilan de 5-11). L'entraîneur principal Koetter est viré en fin da saison.

### Bruce Arians (depuis 2019)

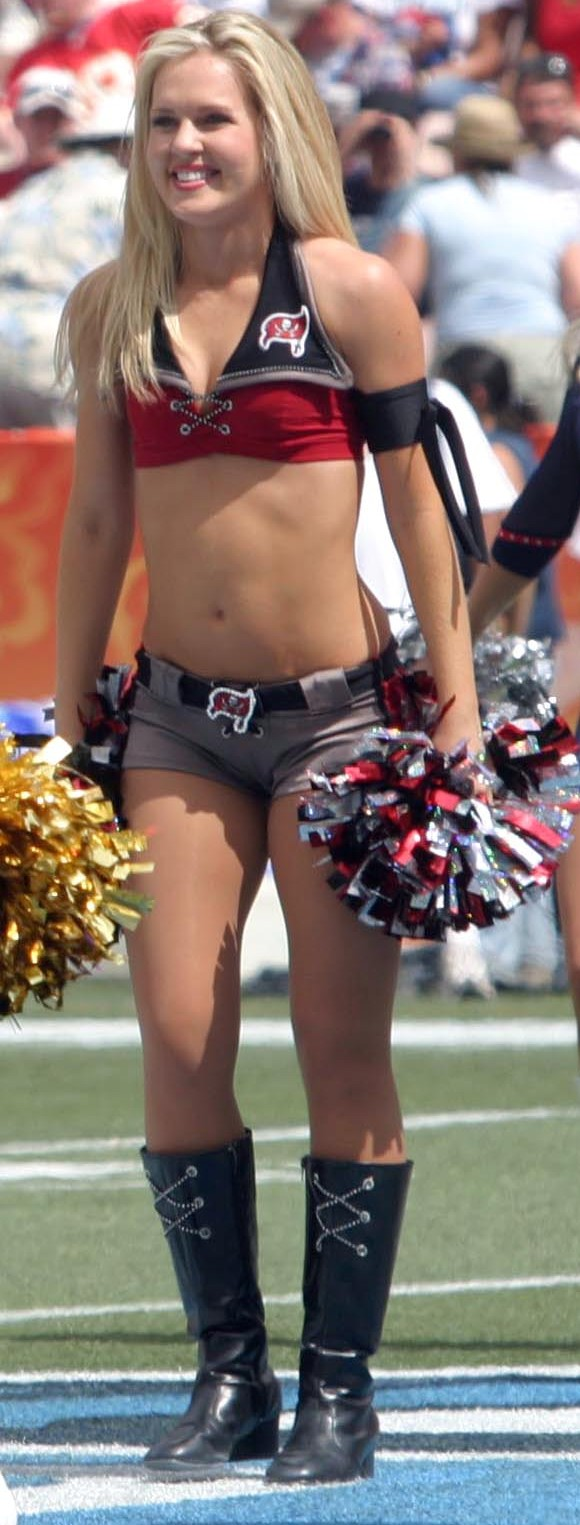
Pom-pom girl.

Après la résiliation de Dirk Koetter (en), les Buccaneers nomment, le 8 janvier 2019, Bruce Arians comme 12e entraîneur principal de l'histoire de la franchise. Il avait pris sa retraite à la fin de la saison 2017 après avoir entraîné pendant cinq ans les Cardinals de l'Arizona. Arians étant néanmoins sous contrat avec les Cardinals jusqu'en fin de saison 2019, Tampa Bay accepte de leur donner un 6e tour de la draft 2019 pour obtenir les droits tout en recevant un 7e tour de cette même draft des Cardinals. Le même jour, la franchise annonce que Byron Leftwich (coordinateur offensif des Cardinals) intègre le staff des Bucs. Le lendemain, les Bucs annoncent que Todd Bowles, ancien entraîneur principal des Jets de New York est engagé comme coordinateur défensif.
Après la saison 2019, Tom Brady qui n'avait joué en NFL que pour les Patriots de la Nouvelle-Angleterre, annonce qu'il ne resignera pas avec cette franchise. Le 20 mars 2020, il confirme avoir signé avec les Buccaneers un contrat de deux ans pour un montant de 50 millions de dollars. Le 21 avril 2020, Rob Gronkowski annonce qu'il sort de sa retraite et qu'il revient en NFL. Le même jour, les Patriots confirment avoir trouvé un accord avec les Buccaneers, Rob Gronkowski étant échangé avec un choix de 7e tour de la draft 2020 contre un choix de 4e tour de cette même draft,. Il termine la saison avec un bilan en 16 matchs de 45 réceptions, 623 yards gagnés et 7 touchdowns en réception.
L'équipe se renforce également tout d'abord le 6 septembre 2020 avec le transfert du running back Leonard Fournette libéré par les Jaguars de Jacksonville et ensuite, le 27 octobre 2020, avec la signature pour une durée d'un an de l'agent libre wide receiver Antonio Brown. Cette dernière opération permet de réunir la paire Brown-Arians, ce dernier ayant été son premier coordinateur offensif alors qu'il était chez les Steelers de Pittsburgh. Brown commence son premier match pour les Bucs en 9e semaine et termine avec un bilan de 45 réceptions, 483 yards et 4 touchdowns en réception en huit matchs de saison régulière.   
Tampa bay se qualifie pour la phase finale pour la première fois depuis la saison 2007 à la suite d'une victoire 47-7 obtenu en 16e semaine contre les Lions de détroit, le quarterback Tom Brady établissant le nouveau record de la franchise au nombre de touchdowns inscrits par la passe (40) tandis que le wide receiver Mike Evans établi le record NFL du nombre de saisons consécutives à plus de 1 000 yards depuis le début de carrière (7).  
En tour préliminaire (Wild card), les Buccaneers battent 31-23 la Washington Football Team enregistrant ainsi leur première victoire en phase finale depuis celle obtenue en 2002 à l'occasion du Super Bowl XXXVII. En tour de division, ils battent les Saints et se qualifient pour leur quatrième finale de conférence NFC de leur histoire. Ils y battent les Packers et accèdent pour la deuxième fois de leur histoire à un Super Bowl. Ils rencontrent lors du Super Bowl LV les Chiefs de Kansas City, tenants du titre, qu'ils battent 31–9. Les Buccaneers deviennent ainsi la première équipe à jouer et à gagner un Super Bowl à domicile.  
Au cours de l'inter saison, les Buccaneers re-signent les 22 titulaires du Super Bowl LV dont Leonard Fournette. Ils engagent également l'ancien running back des Bengals Giovani Bernard. Ils sont ainsi la première franchise depuis l'instauration en 2004 du plafond salarial (salary cap) et la quatrième de l'histoire de la NFL à re-signer les 22 titulaires d'un Super Bowl gagné.
Le 30 mars 2022, l'entraîneur principal Bruce Arians décide soudainement de démissionner. C'est l'entraîneur défensif Todd Bowles qui est désigné pour le remplacer.

## Palmarès
- Super Bowl (2) : 2002 (XXXVII), et 2020 (LV).
- Champion de Conférence NFC (2) : 2002 et 2020.
- Champion de division (8) :
  - NFC Central (3) : 1979, 1981, 1999
  - NFC South (6) : 2002, 2005, 2007, 2021, 2022 et 2023.

## Identité visuelle
Les Buccaneers redéfinissent leur identité visuelle en 2014 et révèlent leurs nouveaux logo et casque le 20 février, ainsi que les jeux de maillots le 5 mars. L'année suivante, un logo spécial pour les 40 saisons de la franchise est créé.

Logo de 1976 à 1996.
Logo de 1997 à 2013.
Logo de 2014 à 2019.
Logo anniversaire en 2015.
Logo depuis 2020.

## Entraîneurs

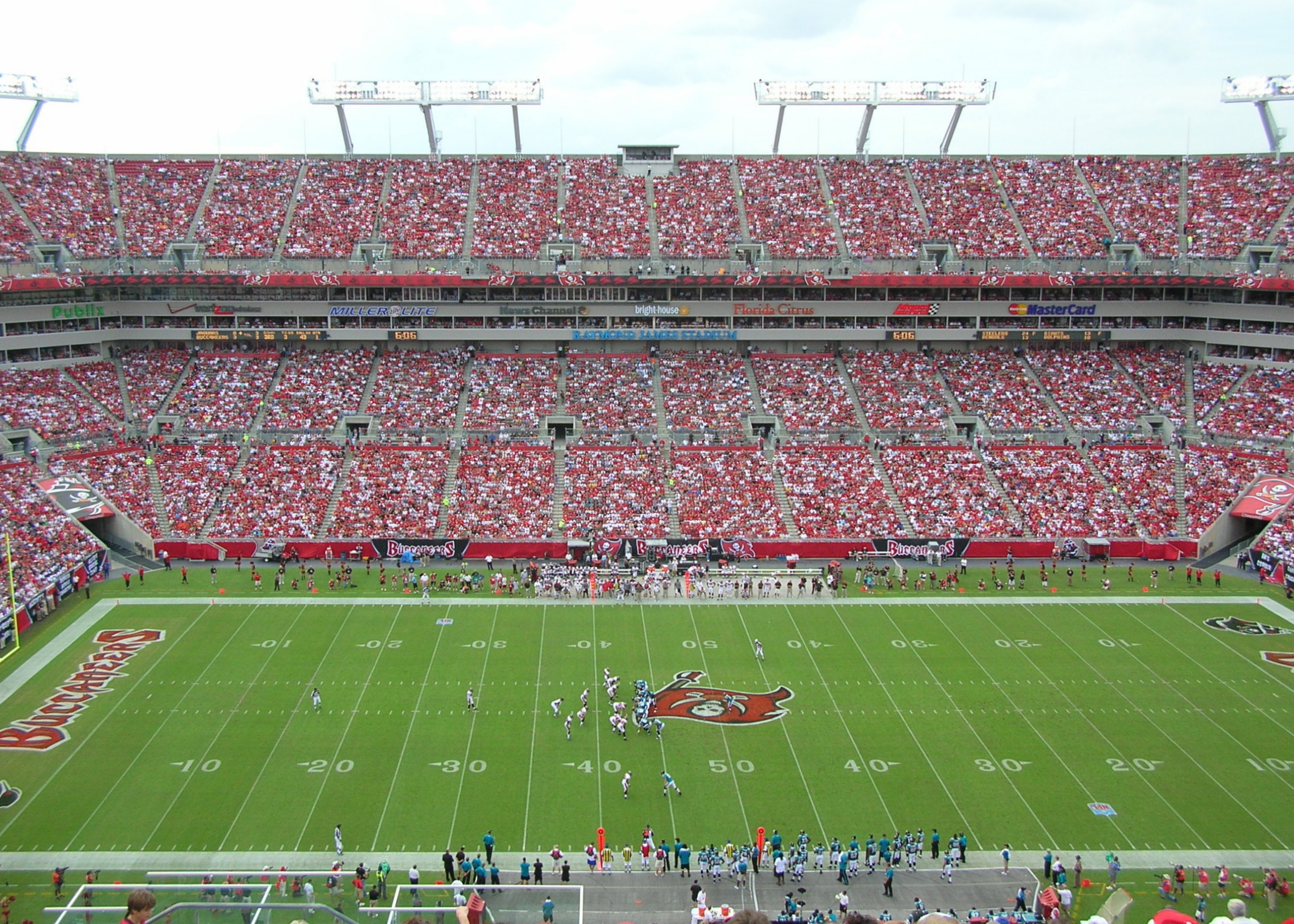
Match des Buccaneers au Raymond James Stadium

- 1976–1984 : John McKay
- 1985–1986 : Leeman Bennett
- 1987–1990 : Ray Perkins
- 1990–1991 : Richard Williamson
- 1992–1995 : Sam Wyche
- 1996–2001 : Tony Dungy
- 2002–2008 : Jon Gruden
- 2009–2011 : Raheem Morris
- 2012–2013 : Greg Schiano
- 2014–2015 : Lovie Smith
- 2016–2018 : Dirk Koetter
- Depuis 2019 : Bruce Arians

## Saison par saison
| Saison | Vic.                                                         | Déf.                                                         | Nuls                                                         | Classement                                                      | Phase éliminatoire |
| ------ | ------------------------------------------------------------ | ------------------------------------------------------------ | ------------------------------------------------------------ | --------------------------------------------------------------- | --- |
| 1976   | 0                                                            | 14                                                           | 0                                                            | 5e AFC Ouest                                                    | -- |
| 1977   | 2                                                            | 12                                                           | 0                                                            | 5e NFC Central                                                  | -- |
| 1978   | 5                                                            | 11                                                           | 0                                                            | 5e NFC Central                                                  | -- |
| 1979   | 10                                                           | 6                                                            | 0                                                            | 1er NFC Central                                                 | Victoire en tour de Division (Eagles de Philadelphie) 24–17 Défaite en finale de Conférence NFC (Rams de Los Angeles) 9-0 |
| 1980   | 5                                                            | 10                                                           | 1                                                            | 4e NFC Central                                                  | -- |
| 1981   | 9                                                            | 7                                                            | 0                                                            | 1er NFC Central                                                 | Défaite en tour de Division (Cowboys de Dallas) 38-0 |
| 1982   | 5                                                            | 4                                                            | 0                                                            | 7e NFC Conference                                               | Défaite au premier tour de la série éliminatoire (Cowboys de Dallas) 30-17 |
| 1983   | 2                                                            | 14                                                           | 0                                                            | 5e NFC Central                                                  | -- |
| 1984   | 6                                                            | 10                                                           | 0                                                            | 3e NFC Central                                                  | -- |
| 1985   | 2                                                            | 14                                                           | 0                                                            | 5e NFC Central                                                  | -- |
| 1986   | 2                                                            | 14                                                           | 0                                                            | 5e NFC Central                                                  | -- |
| 1987   | 4                                                            | 11                                                           | 0                                                            | 4e NFC Central                                                  | -- |
| 1988   | 5                                                            | 11                                                           | 0                                                            | 3e NFC Central                                                  | -- |
| 1989   | 5                                                            | 11                                                           | 0                                                            | 5e NFC Central                                                  | -- |
| 1990   | 6                                                            | 10                                                           | 0                                                            | 2e NFC Central                                                  | -- |
| 1991   | 3                                                            | 13                                                           | 0                                                            | 5e NFC Central                                                  | -- |
| 1992   | 5                                                            | 11                                                           | 0                                                            | 3e NFC Central                                                  | -- |
| 1993   | 5                                                            | 11                                                           | 0                                                            | 5e NFC Central                                                  | -- |
| 1994   | 6                                                            | 10                                                           | 0                                                            | 5e NFC Central                                                  | -- |
| 1995   | 7                                                            | 9                                                            | 0                                                            | 5e NFC Central                                                  | -- |
| 1996   | 6                                                            | 10                                                           | 0                                                            | 4e NFC Central                                                  | -- |
| 1997   | 10                                                           | 6                                                            | 0                                                            | 2e NFC Central                                                  | Victoire en tour de Wild Card (Lions de Détroit) 20–10 Défaite en tour de Division (Packers de Green Bay) 21-7 |
| 1998   | 8                                                            | 8                                                            | 0                                                            | 3e NFC Central                                                  | -- |
| 1999   | 11                                                           | 5                                                            | 0                                                            | 1er NFC Central                                                 | Victoire en tour de Division (Redskins de Washington) 14–13 Défaite en finale de Conférence NFC (Rams de Saint-Louis) 11-6 |
| 2000   | 10                                                           | 6                                                            | 0                                                            | 2e NFC Central                                                  | Défaite en tour de Wild Card (Eagles de Philadelphie) 21-3 |
| 2001   | 9                                                            | 7                                                            | 0                                                            | 3e NFC Central                                                  | Défaite en tour de Wild Card (Eagles de Philadelphie) 31-9 |
| 2002   | 12                                                           | 4                                                            | 0                                                            | 1er NFC South                                                   | Victoire en tour de Division (49ers de San Francisco) 31–6 Victoire en finale de Conférence NFC (@ Eagles de Philadelphie) 27–10 Victoire au Super Bowl XXXVII (Raiders d'Oakland) 48-21                                                                         |
| 2003   | 7                                                            | 9                                                            | 0                                                            | 3e NFC South                                                    | -- |
| 2004   | 5                                                            | 11                                                           | 0                                                            | 4e NFC South                                                    | -- |
| 2005   | 11                                                           | 5                                                            | 0                                                            | 1er NFC South                                                   | Défaite en tour de Wild Card (Redskins de Washington) 17-10 |
| 2006   | 4                                                            | 12                                                           | 0                                                            | 4e NFC South                                                    | -- |
| 2007   | 9                                                            | 7                                                            | 0                                                            | 1er NFC South                                                   | Défaite en tour de Wild Card (Giants de New York) 24-14 |
| 2008   | 9                                                            | 7                                                            | 0                                                            | 3e NFC South                                                    | -- |
| 2009   | 3                                                            | 13                                                           | 0                                                            | 4e NFC South                                                    | -- |
| 2010   | 10                                                           | 6                                                            | 0                                                            | 3e NFC South                                                    | -- |
| 2011   | 4                                                            | 12                                                           | 0                                                            | 4e NFC South                                                    | -- |
| 2012   | 7                                                            | 9                                                            | 0                                                            | 4e NFC South                                                    | -- |
| 2013   | 4                                                            | 12                                                           | 0                                                            | 4e NFC South                                                    | -- |
| 2014   | 2                                                            | 14                                                           | 0                                                            | 4e NFC South                                                    | -- |
| 2015   | 6                                                            | 10                                                           | 0                                                            | 4e NFC South                                                    | -- |
| 2016   | 9                                                            | 7                                                            | 0                                                            | 2e NFC South                                                    | -- |
| 2017   | 5                                                            | 11                                                           | 0                                                            | 4e NFC South                                                    | -- |
| 2018   | 5                                                            | 11                                                           | 0                                                            | 4e NFC South                                                    | -- |
| 2019   | 7                                                            | 9                                                            | 0                                                            | 3e NFC South                                                    | -- |
| 2020   | 11                                                           | 5                                                            | 0                                                            | 2e NFC South                                                    | Victoire en tour de Wild Card (@ Washington Football Team) 31–23 Victoire en tour de Division (@ Saints de La Nouvelle-Orléans) 30–20 Victoire en finale de Conférence NFC (@ Packers de Green Bay) 31–26 Victoire au Super Bowl LV (Chiefs de Kansas City) 31–9 |
| 2021   | 13                                                           | 4                                                            | 0                                                            | 1er NFC South                                                   | Victoire en tour de Wild Card (Eagles de Philadelphie) 31–15 Défaite en tour de Division (Rams de Los Angeles) 30–27 |
| 2022   | 8                                                            | 9                                                            | 0                                                            | 1er NFC South                                                   | Défaite en tour de Wild Card (Cowboys de Dallas) 31–14 |
| 2023   | 9                                                            | 8                                                            | 0                                                            | 1er NFC South                                                   | Victoire en tour de Wild Card (Eagles de Philadelphie) 32–9 Défaite en tour de Division (@ Lions de Détroit) 23-31 |
| 2024   | 10                                                           | 7                                                            | 0                                                            | 1er NFC South                                                   | Défaite en tour de Wild Card (Commanders de Washington) 20–23 |
| 2025   | Saison à venir, ne rien indiquer avant la fin de saison 2025 | Saison à venir, ne rien indiquer avant la fin de saison 2025 | Saison à venir, ne rien indiquer avant la fin de saison 2025 | Saison à venir, ne rien indiquer avant la fin de saison 2025    | Saison à venir, ne rien indiquer avant la fin de saison 2025 |
| Totaux | 318                                                          | 457                                                          | 1                                                            | Saison régulière (9 titres de division, 2 titres de conférence) | Saison régulière (9 titres de division, 2 titres de conférence) |
| Totaux | 12                                                           | 13                                                           | -                                                            | Séries éliminatoires                                            | Séries éliminatoires |
| Totaux | 330                                                          | 470                                                          | 1                                                            | Saison régulière + séries éliminatoires (2 Super Bowls)         | Saison régulière + séries éliminatoires (2 Super Bowls) |

## Scores contre les opposants
Note: V = Victoire, D = Défaite, N = Nul
Version du 2 décembre 2018
| Adversaires                        | Victoire | Défaite | Nul | V-D%  | Dernier résultat | Dernière date     |
| ---------------------------------- | -------- | ------- | --- | ----- | ---------------- | ----------------- |
| Cardinals de l'Arizona             | 9        | 11      | 0   | 0.450 | D 33 - 38        | 15 octobre 2017   |
| Falcons d'Atlanta                  | 24       | 26      | 0   | 0.480 | D 29 - 34        | 14 octobre 2018   |
| Ravens de Baltimore                | 2        | 3       | 0   | 0.400 | D 17 - 38        | 12 octobre 2014   |
| Bills de Buffalo                   | 7        | 4       | 0   | 0.636 | D 27 - 30        | 22 octobre 2017   |
| Panthers de la Caroline            | 14       | 23      | 0   | 0.378 | V 24 - 17        | 2 décembre 2018   |
| Bears de Chicago                   | 20       | 39      | 0   | 0.339 | D 10 - 48        | 30 septembre 2018 |
| Bengals de Cincinnati              | 7        | 5       | 0   | 0.583 | D 37 - 34        | 28 octobre 2018   |
| Browns de Cleveland                | 4        | 6       | 0   | 0.400 | V 26 - 23        | 21 octobre 2018   |
| Cowboys de Dallas                  | 4        | 12      | 0   | 0.250 | D 20 - 26        | 18 décembre 2016  |
| Broncos de Denver                  | 2        | 7       | 0   | 0.222 | D 7 - 27         | 2 octobre 2016    |
| Lions de Détroit                   | 26       | 31      | 0   | 0.456 | D 21 - 24        | 10 décembre 2017  |
| Packers de Green Bay               | 21       | 32      | 1   | 0.389 | D 20 - 26        | 3 décembre 2017   |
| Texans de Houston                  | 1        | 3       | 0   | 0.250 | D 9 - 19         | 27 septembre 2015 |
| Colts d'Indianapolis               | 5        | 8       | 0   | 0.385 | D 12 - 25        | 29 novembre 2015  |
| Jaguars de Jacksonville            | 2        | 4       | 0   | 0.333 | V 38 - 31        | 11 octobre 2015   |
| Chiefs de Kansas City              | 7        | 5       | 0   | 0.583 | V 19 - 17        | 20 novembre 2016  |
| Chargers de Los Angeles            | 3        | 8       | 0   | 0.273 | V 28 - 21        | 4 décembre 2016   |
| Rams de Los Angeles                | 8        | 14      | 0   | 0.364 | D 32 - 37        | 25 septembre 2016 |
| Dolphins de Miami                  | 6        | 5       | 0   | 0.545 | V 30 - 20        | 19 novembre 2017  |
| Vikings du Minnesota               | 22       | 33      | 0   | 0.400 | D 17 - 34        | 24 septembre 2017 |
| Patriots de la Nouvelle-Angleterre | 2        | 7       | 0   | 0.222 | D 14 - 19        | 5 octobre 2017    |
| Saints de la Nouvelle-Orléans      | 21       | 32      | 0   | 0.396 | V 48 - 40        | 9 septembre 2018  |
| Giants de New York                 | 7        | 14      | 0   | 0.333 | D 38 - 35        | 18 novembre 2018  |
| Jets de New York                   | 2        | 10      | 0   | 0.167 | V 15 - 10        | 12 novembre 2017  |
| Raiders d'Oakland                  | 2        | 7       | 0   | 0.222 | D 24 - 30        | 30 octobre 2016   |
| Eagles de Philadelphie             | 7        | 8       | 0   | 0.467 | V 27 - 21        | 16 septembre 2018 |
| Steelers de Pittsburgh             | 2        | 9       | 0   | 0.182 | D 27 - 30        | 24 septembre 2018 |
| 49ers de San Francisco             | 6        | 17      | 0   | 0.260 | V 27 - 9         | 25 novembre 2018  |
| Seahawks de Seattle                | 5        | 8       | 0   | 0.385 | V 14 - 5         | 27 novembre 2016  |
| Titans du Tennessee                | 2        | 9       | 0   | 0.182 | D 14 - 42        | 13 septembre 2015 |
| Commanders de Washington           | 10       | 11      | 0   | 0.476 | D 3 - 16         | 11 novembre 2018  |